# Chretienella
Chretienella é um gênero de traça pertencente à família Agonoxenidae.